# The Key
《The Key》是香港歌手陳奕迅的粵語音樂迷你專輯，於2013年7月22日發行。

## 專輯簡介

### 製作概念
由於陳奕迅忙於籌備《Eason's LIFE》香港紅館演唱會，是次專輯起用了梁榮駿(Alvin Leong)、C.Y. Kong、Eric Kwok、填詞人林夕、小克、林若寧等合作無間的主要製作班底，陳奕迅與以往積極參與幕後製作的情況相反，只負責主唱部份。
專輯名稱《The Key》原自陳奕迅看過香港本地藝術家Prodip Leung的一幅畫像，當時畫像還未加上在唱片封面上看到的星星圖案"The Key"。當陳奕迅了解此畫的"Main Theme (主旨)" 後，覺得與這張專輯内自己想表達的意思一致，因為每一首歌曲也是如生命的鑰匙，所以用上了《The Key》作為此專輯的名稱，及以此畫作為專輯封面。（页面存档备份，存于）

### 美術設計
專輯由封面到內頁均由香港本地藝術家Prodip Leung 包辦設計。繼2007年《Listen to Eason Chan》2008年《不想放手》專輯後，《The Key》專輯再次沒有收錄個人照片。

### 主要製作班底
- C.Y. Kong
- Christopher Chak
- Eric Kwok
- Gary Tong
- Alvin Leong

## 曲目
| 曲序     | 曲目           |          | 作曲                 | 编曲                 | 製作人      | 备注           | 时长  |
| -------- | -------------- | -------- | -------------------- | -------------------- | ----------- | -------------- | ----- |
| 1.       | 主旋律         | 小克     | C. Y. Kong Lesley    | C.Y. in London       | C.Y. Kong   | 第一主打       | 4:54  |
| 2.       | 告別娑婆       | 小克     | C.Y. Kong Jean Chien | C.Y. Kong            | C.Y. Kong   | 前稱《斷輪迴》 | 4:20  |
| 3.       | 斯德哥爾摩情人 | 林夕     | C.Y. Kong            | C.Y. Kong            | Alvin Leong |                | 4:12  |
| 4.       | 任我行         | 林夕     | Christopher Chak     | Gary Tong            | Alvin Leong | 第二主打       | 4:38  |
| 5.       | 遠在咫尺       | 林若寧   | Eric Kwok            | 林知秋               | Eric Kwok   | 第三主打       | 4:18  |
| 6.       | 失憶蝴蝶       | 林夕     | 陳曉娟               | C. Y. Kong Gary Tong | C.Y. Kong   |                | 3:57  |
| 7.       | 床頭床尾       | 小克     | 陳奕迅               | C. Y. Kong           | C.Y. Kong   | 第四主打       | 4:04  |
| 8.       | 阿貓阿狗       | 林夕     | Jimmy Fung           | Jimmy Fung           | Alvin Leong |                | 3:39  |
| 总时长： | 总时长：       | 总时长： | 总时长：             | 总时长：             | 总时长：    | 总时长：       | 34:13 |

### 《同舟之情》（Bonus CD Single）
| 曲序     | 曲目                   |              | 作曲              | 编曲     | 製作人    | 备注                   | 时长 |
| -------- | ---------------------- | ------------ | ----------------- | -------- | --------- | ---------------------- | ---- |
| 1.       | 同舟之情（張學友合唱） | 陳詠謙、黃霑 | Eric Kwok、顧嘉輝 | 張子堅   | Eric Kwok | 「家是香港運動」主題曲 | 4:24 |
| 总时长： | 总时长：               | 总时长：     | 总时长：          | 总时长： | 总时长：  | 总时长：               | 4:24 |

## 音樂錄像
| 曲目次序        | 歌名                     | 導演              | 首播日期      | 首播平台      | 連結                                  |
| --------------- | ------------------------ | ----------------- | ------------- | ------------- | ------------------------------------- |
| 01              | 主旋律                   | Rick Lau @ hehehe | 2013年7月16日 | Youtube       | 官方Youtube連結（页面存档备份，存于） |
| 03              | 斯德哥爾摩情人           | 莊少榮            | -             | -             | 官方Youtube連結（页面存档备份，存于） |
| 04              | 任我行                   | -                 | 2013年7月22日 | uView手機程式 | 官方Youtube連結（页面存档备份，存于） |
| 04              | 任我行（Lyrics Video）   | -                 | 2013年7月26日 | Facebook專頁  | 官方Facebook連結                      |
| 05              | 遠在咫尺（Lyrics Video） | -                 | 2013年10月3日 | Youtube       | 官方Youtube連結（页面存档备份，存于） |
| Bonus CD Single | 同舟之情                 | -                 | 2013年6月5日  | Youtube       | 官方Youtube連結（页面存档备份，存于） |

## 銷售情況

### 香港銷售情況
《The Key》專輯登上香港唱片商會銷量榜共11週（2013年第30週－40週），曾登上榜首達七星期（2013年第31－33，35－38週）。
| 累積週數 | 週數   | 位置 |
| -------- | ------ | ---- |
| 01       | 第30週 | 2    |
| 02       | 第31週 | 1    |
| 03       | 第32週 | 1    |
| 04       | 第33週 | 1    |
| 05       | 第34週 | 2    |
| 06       | 第35週 | 1    |
| 07       | 第36週 | 1    |
| 08       | 第37週 | 1    |
| 09       | 第38週 | 1    |
| 10       | 第39週 | 6    |
| 11       | 第40週 | 10   |

- 粗體代表該週冠軍

### 台灣銷售情況
由於《The Key》為粵語音樂專輯，再加上舉行《Eason's LIFE》演唱會，專輯推出時陳奕迅並沒有在台灣作任何宣傳活動。陳奕迅在2014年7月接受DJ馬世芳電台節目《音樂五四三》訪問，透露曾查閱過2013年半年間（7月到12月）的專輯銷售數字，《The Key》的實體專輯在台灣只賣出了九百多張，與他預期的兩三千張有一段距離，但他表示在台灣音樂下載的數字比實體專輯銷售得更多。

### 中國大陸銷售情況
陳奕迅在DJ馬世芳電台節目《音樂五四三》節目中，承認《The Key》未能在中國大陸發行，他表示專輯八首歌曲有其中六首未能通過中國大陸的審批。

## 派台歌曲成績

### 香港四台流行榜成績
香港音像聯盟（HKRIA）與無綫電視的版權風波爭議已於2011年11月19日解決，然而陳奕迅所屬唱片公司環球唱片至今仍未把音樂作品派上TVB，因此無緣登上勁歌金榜。
| 派台次序     | 歌曲     | 903專業推介 | 997勁爆流行榜 | RTHK中文歌曲龍虎榜 | TVB勁歌金榜 |
| ------------ | -------- | ----------- | ------------- | ------------------ | ----------- |
| Bonus Single | 同舟之情 | -           | 2             | 1                  | X           |
| 01           | 主旋律   | 1           | 1             | 1                  | X           |
| 02           | 任我行   | (1)         | 1             | 1                  | X           |
| 03           | 遠在咫尺 | 1           | -             | -                  | X           |
| 04           | 床頭床尾 | 2           | 1             | -                  | X           |

- 粗體代表冠軍歌
- X 表示無派台
- (1) 兩周冠軍

### 其他地區流行榜成績
| 歌曲     | 全球華語 | 澳門電台 | 馬來西亞 |
| -------- | -------- | -------- | -------- |
| 同舟之情 | 1        | 1        | 7        |
| 主旋律   | 2        | 1        | 4        |
| 任我行   | 2        | 7        | 1        |
| 遠在咫尺 | －       | 2        | 6        |

- 粗體代表冠軍歌
- 歌曲以派台次序排序

- 「全球華語歌曲排行榜」
  - 《同舟之情》：上榜5週（2013年 第22－26週），最高第1位（2013年 第23週）[6]。
  - 《主旋律》：上榜3週（2013年 第31－33週），最高第2位（2013年 第32週）[7]。
  - 《任我行》：上榜10週（2013年 第35－44週），最高第2位（2013年 第37，39週）[8]。

- 澳門「澳門電台華語歌曲排行榜」
  - 《同舟之情》：上榜4週（2013年 第20－23週），最高第1位（2013年 第23週）[9]。
  - 《主旋律》：上榜6週（2013年 第26－31週），最高第1位（2013年 第30週）[10]。
  - 《任我行》：上榜3週（2013年 第35－37週），最高第7位（2013年 第37週）[11]。
  - 《遠在咫尺》：上榜6週（2013年 第44－49週），最高第2位（2013年 第48週）[12]。

- 馬來西亞「988最好聽音樂榜」
  - 《同舟之情》：上榜6週（2013年 第21－26週），最高第7位（2013年 第22－24週）[13]。
  - 《主旋律》：上榜6週（2013年 第30－35週），最高第4位（2013年 第33週）[14]。
  - 《任我行》：上榜8週（2013年 第38－45週），最高第1位（2013年 第42週）[15]。
  - 《遠在咫尺》：上榜5週（2013年 第49－2014年 第1週），最高第6位（2014年 第1週）[16]。

## 相關獎項或提名

### 個人獎項
- 香港：香港樂評選’2013－年度男歌手（入圍五強）[17]
- 香港：香港樂評選’2013－年度香港樂壇事件－陳奕迅舉辦25場「EASON’s LIFE 演唱會」（五強）
- 中國：華語金曲獎2014－年度最佳粵語男歌手、年度藝人（入圍五強）[18]

### 專輯《The Key》
- 香港：香港樂評選’2013－年度唱片（入圍八強）
- 香港：KKBOX 2013年度回顧 - 2013本地十大專輯[19]
- 香港：2013年度叱吒樂流行榜頒獎典禮－叱咤樂壇至尊唱片大獎
- 香港：第九屆 KKBOX 風雲榜 年度榜單 - 香港年度粵語專輯（第一位）[20]
- 中國：華語金曲獎－2013年7月十佳專輯（第一位）[21]
- 中國：華語金曲獎2014－年度最佳粵語專輯（入圍五強）
- 中國：華語金曲獎2014－年度最佳製作人（梁榮駿／C Y. Kong／Eric Kwok）（入圍五強）
- 中國：華語金曲獎2014－年度最佳封套設計（入圍五強）
- 中國：第十四届華語音樂傳媒大獎－评审团推荐奖

### 歌曲《主旋律》
- 香港：2013 CASH金帆音樂獎－最佳編曲（提名）[22]
- 香港：2013 CASH金帆音樂獎－最佳男歌手演繹（提名）
- 香港：香港樂評選’2013－年度旋律（C. Y. Kong、Lesley 姜麗文）[23]
- 香港：香港樂評選’2013－年度編曲（C. Y. Kong）（入圍五強）
- 香港：第九屆 KKBOX 風雲榜 年度榜單 - 香港年度粵語單曲（第十位）[24]
- 香港：第一屆粵語歌曲排行榜頒獎禮 - 最受歡迎歌曲[25]

### 歌曲《任我行》
- 香港：2013 CASH金帆音樂獎－CASH最佳歌曲大獎
- 香港：2013 CASH金帆音樂獎－最佳旋律
- 香港：2013 CASH金帆音樂獎－最佳男歌手演繹
- 香港：新城勁爆頒獎禮2013－新城勁爆年度歌曲大獎
- 香港：新城勁爆頒獎禮2013－新城勁爆填詞大獎（林夕）
- 香港：新城勁爆頒獎禮2013－新城勁爆監製大獎（Alvin Leong）
- 香港：香港樂評選’2013－年度歌曲
- 香港：香港樂評選’2013－年度歌詞（林夕）
- 香港：香港樂評選’2013－年度旋律（Christopher Chak）（入圍四強）
- 香港：全港民意流行音樂選舉2013－十大最受歡迎歌曲（第六位，得票341票）[26]
- 香港：2013年度叱咤樂流行榜頒獎典禮－叱咤樂壇至尊歌曲大獎
- 香港：2013年度叱咤樂流行榜頒獎典禮－叱咤樂壇我最喜愛的歌曲大獎
- 香港：第三十六屆十大中文金曲頒獎音樂會－十大中文金曲
- 香港：第三十六屆十大中文金曲頒獎音樂會－全球華人至尊金曲獎
- 香港：KKBOX 2013年度回顧 - 2013本地十大單曲[27]
- 香港：第九屆 KKBOX 風雲榜 年度榜單 - 香港年度粵語單曲（第五位）
- 中國：華語金曲獎2014－年度最佳粵語歌曲（入圍五強）
- 中國：華語金曲獎2014－年度最佳作詞人（林夕）（入圍五強）
- 中國：華語金曲獎2014－年度最佳編曲人（Gary Tong）（入圍五強）
- 加拿大：加拿大至 HIT 中文歌曲排行榜 2013 年度總選－全國推崇 10 大粵語歌曲[28]

### 歌曲《遠在咫尺》
- 香港：第九屆 KKBOX 風雲榜 年度榜單 - 香港年度粵語單曲（第九位）

### 歌曲《同舟之情》
- 香港：2013 CASH金帆音樂獎－CASH最佳歌曲大獎（提名）
- 香港：第一屆粵語歌曲排行榜頒獎禮 - 最佳公益歌曲[25]
- 中國：華語金曲獎2014－年度最佳粵語歌曲（入圍五強）
- 中國：華語金曲獎2014－年度最佳作詞人（陳詠謙／黃霑）（入圍五強）
- 中國：華語金曲獎2014－年度最佳作詞人（Eric Kwok／顧嘉輝）（入圍五強）

## 外部連結
- 環球唱片：陳奕迅《The Key》官方大碟資料（页面存档备份，存于）
- Facebook：EASON CHAN -THE KEY 官方專頁（页面存档备份，存于）